# Rejon biłozerski
Rejon biłozerski – dawna jednostka administracyjna Ukrainy, w składzie obwodu chersońskiego, na prawym brzegu Dniepru i nad Limanem Dniepru, zlikwidowana w wyniku reformy administracyjno-terytorialnej 19 lipca 2020. Powierzchnia: 1,7 tys. km². 

## Ludność
Zaludnienie: 67,7 tys. mieszkańców, w tym 9,8 tys. to ludność miejska, 57,9 tys. - wiejska. Na terenie rejonu znajdowały się 54 miejscowości, w tym 53 wsie.

## Historia
W starożytności - terytorium podległe greckiej kolonii Olbii. W końcu XIV wieku zjawili się tutaj Litwini. Od 2 połowy XV wieku – część Imperium Osmańskiego. Od XVIII wieku teren zasiedlany przez przedstawicieli różnych narodowości z terytorium Imperium Rosyjskiego, w tym od XIX wieku przez polską szlachtę gołotę, która założyła wieś Carewodar (obecnie Prawdyne).
Rejon utworzono 1 kwietnia 1939 roku.

### Zabytki
Na terenie rejonu znajdują się pozostałości licznych osad z czasów starożytnych.

## Gospodarka
Gospodarka w tym rejonie opiera się głównie na rolnictwie - uprawach ziemi i winorośli.